# Каштановогрудый венценосный голубь
Каштановогрудый венценосный голубь (лат. Goura scheepmakeri) — вид птиц из семейства голубиных (Columbidae) рода венценосных голубей. Является одним из крупнейших представителей семейства голубиных (Columbidae) с длиной тела 66-74 сантиметров и весом около 2500 грамм. Распространён в низинных лесах Новой Гвинеи.
Вид был открыт и описан немецким естествоиспытателем Отто Финшем в 1876 году.

## Описание
Лоб, макушка и шея серо-голубые, перья от центра макушки до затылка сильно удлинены и образуют плоский филигранный перьевой капюшон. Перья вокруг глаз от чёрных до тёмно-сине-серых. Небольшие кроющие крыла тёмно-сине-серые с бордовыми краями. Перья больших кроющих крыльев, с другой стороны, беловатые, и каждое из них имеет большое пятно от пурпурного до бордового цвета на кончике внешней лопасти и небольшое пятно того же цвета на внутренней лопасти. Спина голубовато-серая, переходящая в более тёмную. Оперение хвоста тёмно-сине-серое со светло-серой окантовкой.
Подбородок, горло и уши серо-голубые, а в верхней части шеи переходят в более тёмный сине-серый оттенок. Грудь бордовая. Глазничное кольцо чёрно-серое. Ноги оранжевые, а пальцы серые. Клюв  светло-голубой. 
Оба пола имеют похожее оперение.  

## Охранный статус
До недавнего времени на каштановогрудых венценосных голубей велась охота из-за их вкусного мяса и ярких перьев, используемых в украшениях. Сегодня этот редкий вид, состоящий под угрозой исчезновения, находится под охраной.

## Галерея

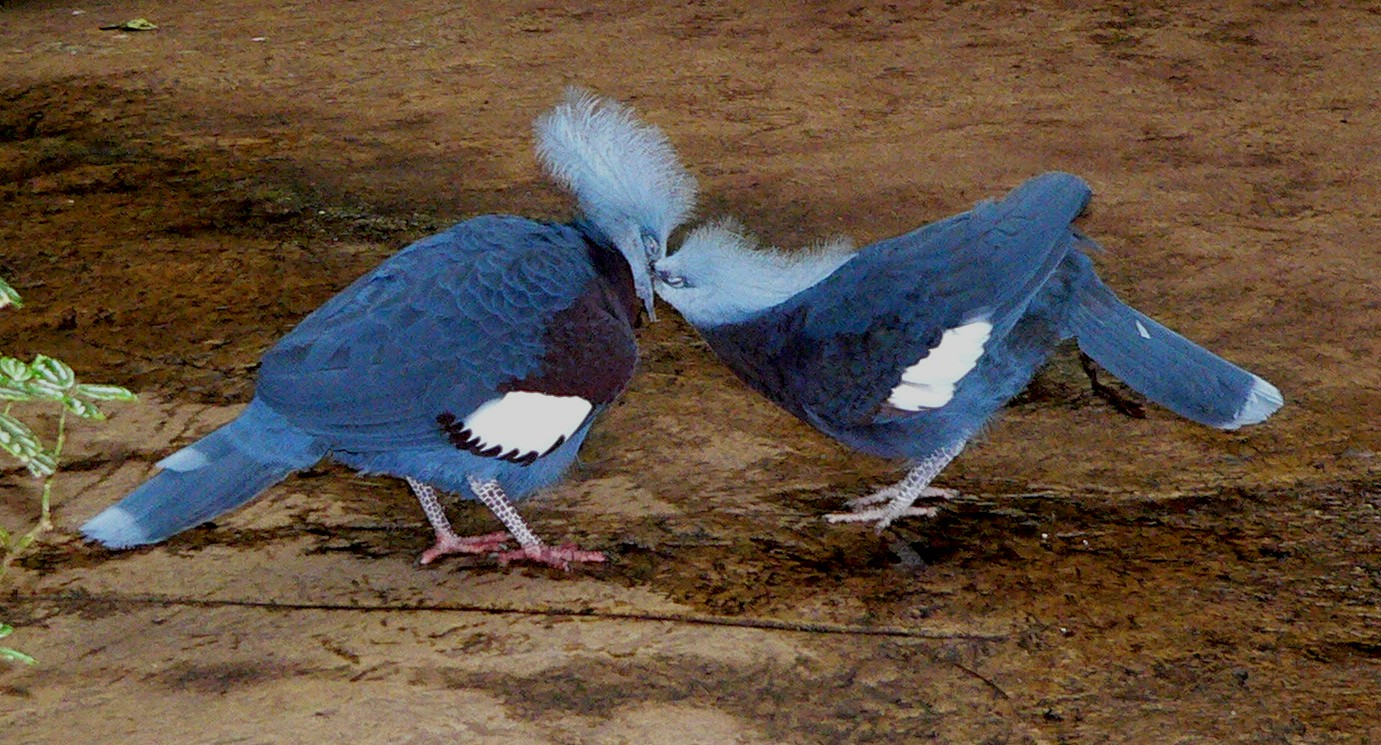
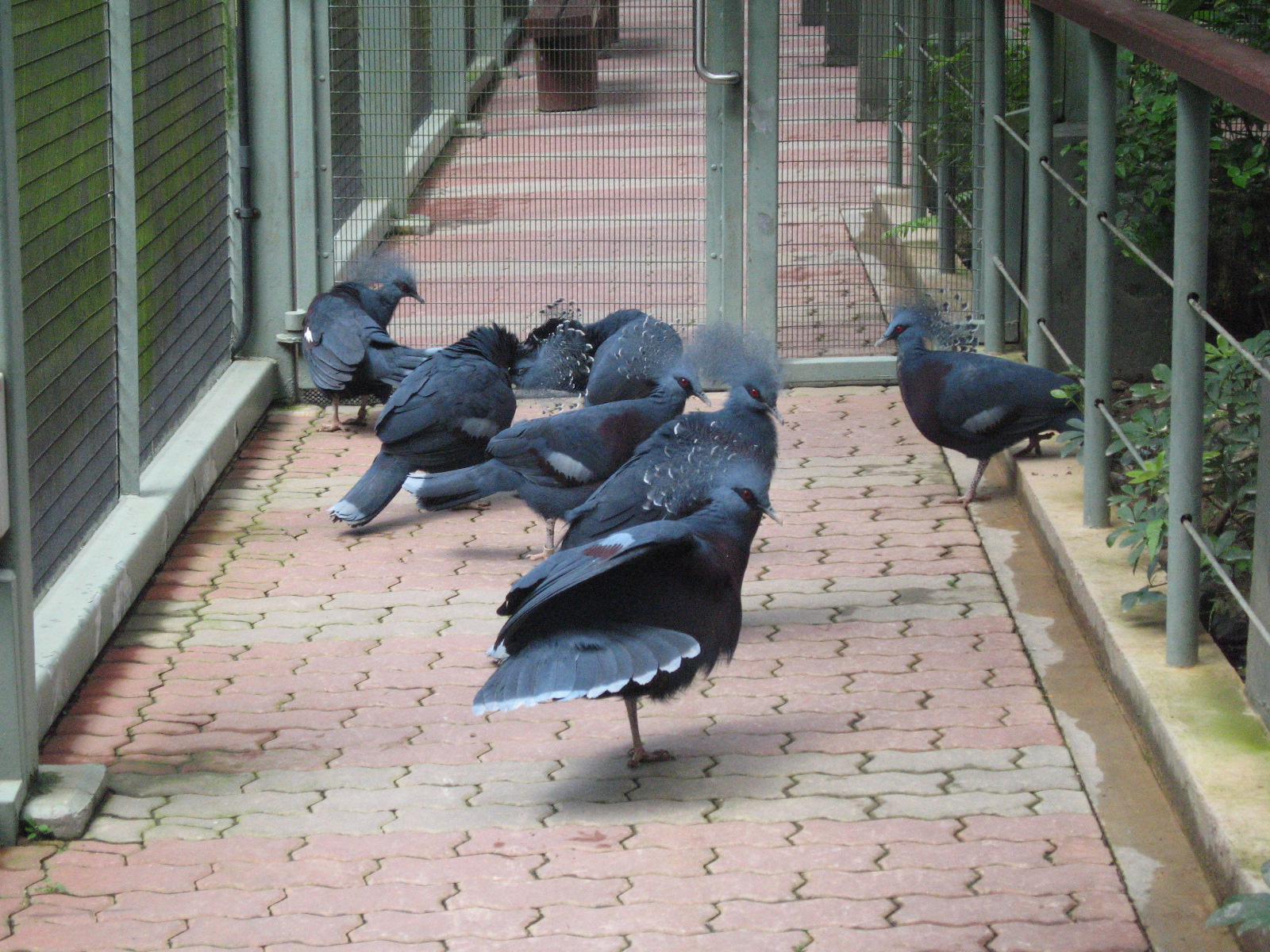
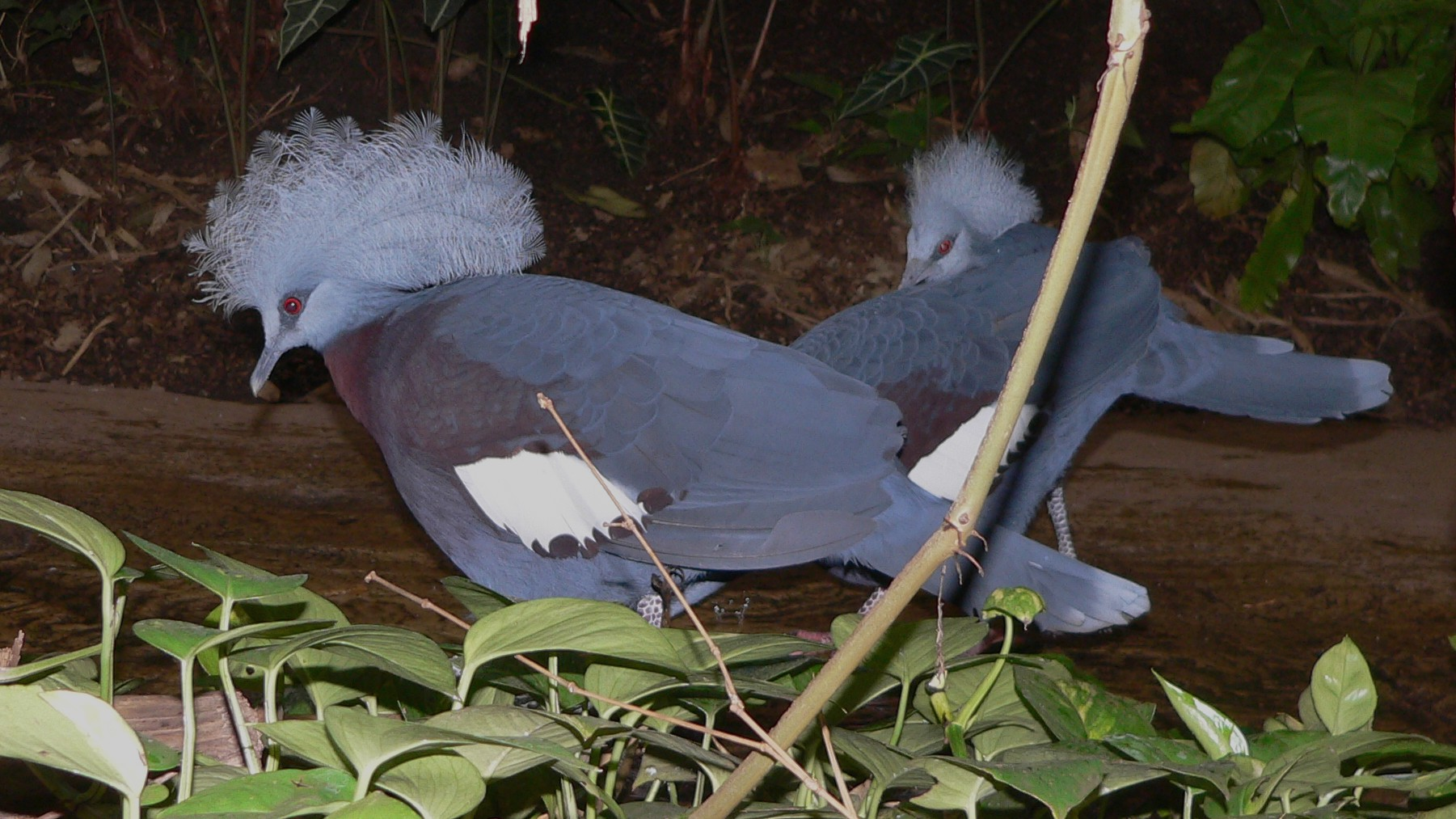
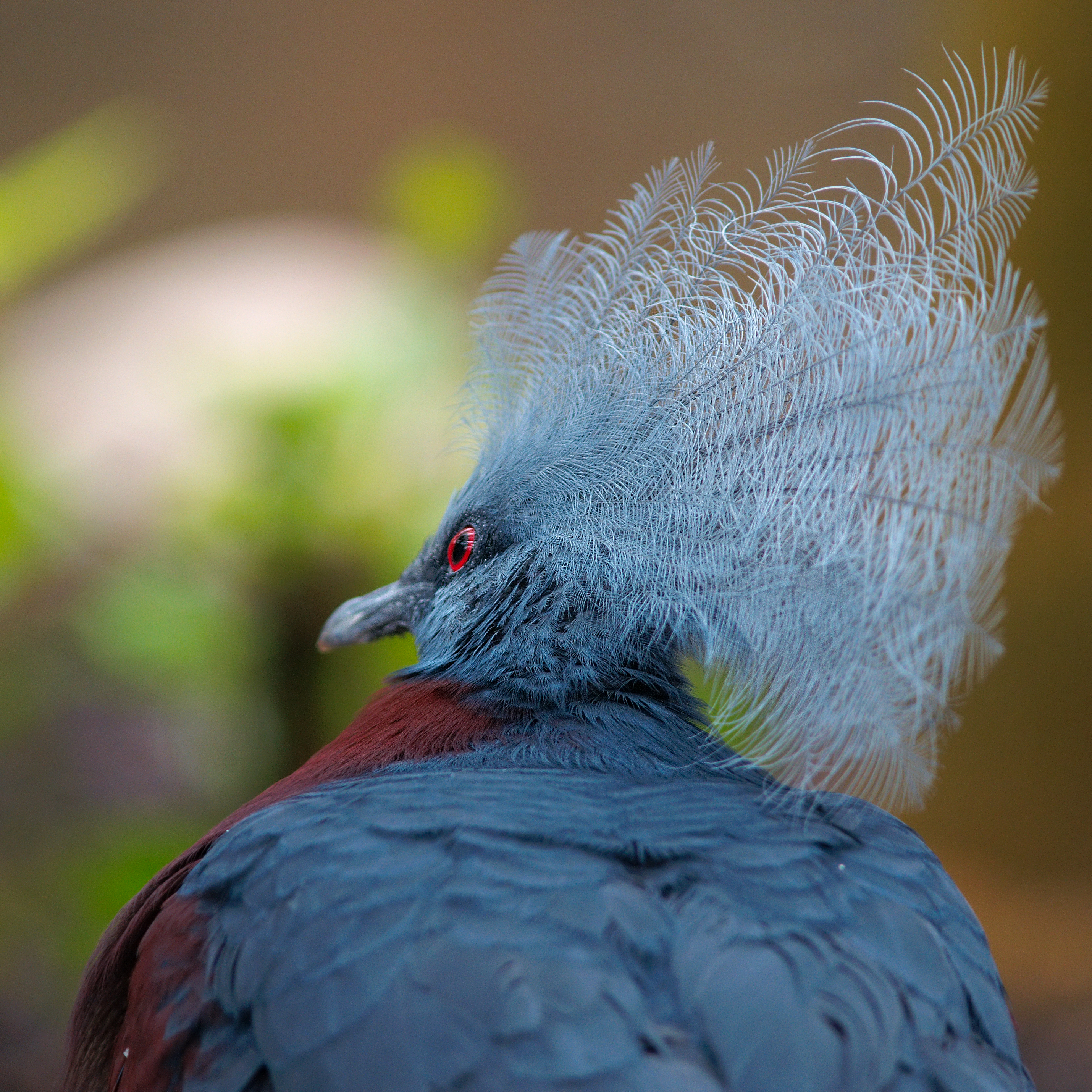